# Bez pożegnania (powieść Harlana Cobena)
Bez pożegnania (ang. Gone For Good) – powieść Harlana Cobena wydana w Stanach Zjednoczonych w maju 2002 roku, w której głównym bohaterem jest Will Klein.

## Fabuła
Matka Willa, trzy dni przed śmiercią, wyznała mu, że jego brat wciąż żyje. Minęło jedenaście lat od kiedy brat Willa, Ken, zamordował Julię, jego byłą dziewczynę. Pomimo że rodzina uznała go za zmarłego, Will odnajduje świeże zdjęcie swojego brata. Wkrótce potem Sheila, narzeczona Willa, znika, a ponadto okazuje się, że jest poszukiwana przez FBI za podwójne zabójstwo.